# Aberdale
Aberdale is een historisch Brits motorfietsmerk.
The Aberdale Cycle Co. Ltd., Edmonton (Londen) nam in de jaren dertig het bedrijf van William A.R. Bown over.
Hoewel het bedrijf in Londen was gevestigd, bleef de productie bij Bown in Tonypandy (Wales) plaatsvinden. Men bouwde autocycles met 48cc-tweetaktmotortjes en later 98- en 123cc-motorfietsen met Villiers- en Sachs-motoren. Bown had zitting in de directie (board of directors) en ontwierp nog steeds modellen voor Aberdale. Door de Tweede Wereldoorlog moest de productie worden uitgesteld en de machines kwamen in 1947 pas op de markt. Vanaf 1950 werden de motorfietsen en autocycles weer onder de naam Bown verkocht.